# La Montagne
La Montagne – francuski dziennik regionalny, wydawany od 1919 w Clermont-Ferrand. Swoim zasięgiem obejmuje region Owernii i część sąsiedniego Limousin. Został założony przez francuskiego dziennikarza i polityka Alexandre'a Varenne'a. Nakład dziennika La Montagne w 2005 wynosił średnio 209,6 tys. egzemplarzy.